# 王觀 (永樂壬辰進士)
王觀（1384年—？），字庭賓，湖廣襄陽府棗陽縣縣坊人，明朝政治人物。進士出身。

## 生平
湖廣鄉試五十三名。永樂十年（1412年）壬辰科會試四十三名，殿試登進士第三甲第二十五名。后選為翰林院庶吉士，編撰永樂大典。

## 家族
曾祖王順。祖父王敬，曾任慶陽府同知。父亲王會。